# تشارلز كروفورد (مهندس)
تشارلز كروفورد (بالإنجليزية: Charles Crawford)‏ هو مهندس أمريكي، ولد في 30 أغسطس 1897، وتوفي في 1 يونيو 1958.